# Pouso de barriga

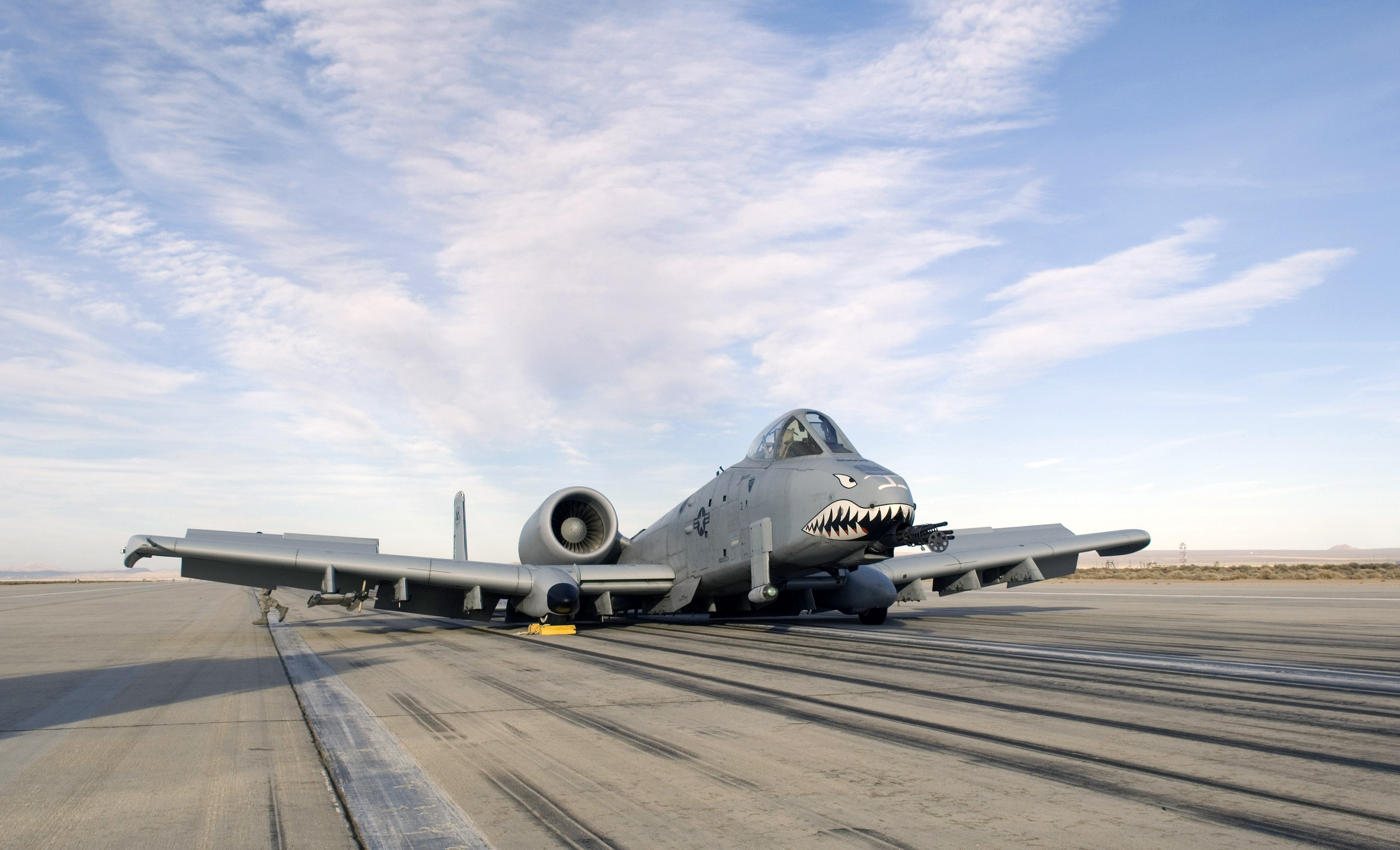
Um A-10 após um pouso de barriga na Base Aérea Edwards em 2008.

Um pouso de barriga, também conhecido como pouso sem trem de pouso, ocorre quando uma aeronave pousa sem seu trem de pouso totalmente estendido e usa sua parte inferior, ou barriga, como seu dispositivo de pouso primário.

## Exemplos

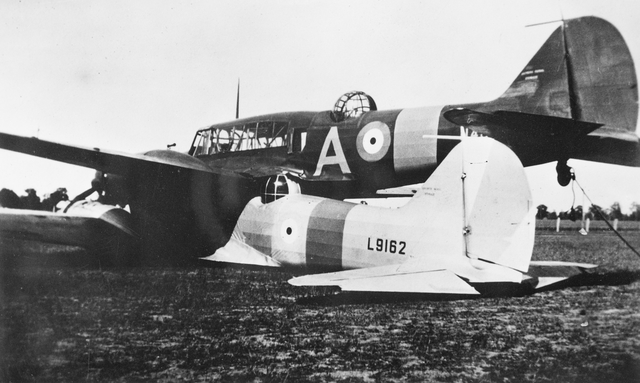
As aeronaves após a colisão, perto de Brocklesby.

- Em 29 de setembro de 1940, durante a colisão no ar de Brocklesby de 1940, dois Avro Ansons ficaram presos após a colisão, um em cima do outro. Ambos os motores da aeronave superior foram derrubados na colisão, mas os da aeronave abaixo continuaram a girar com força total. O piloto do Anson inferior ficou ferido e foi resgatado, mas o piloto do Anson superior, Leonard Graham Fuller, descobriu que era capaz de controlar o par de aeronaves com seus ailerons e flaps. Ele conseguiu viajar 8 quilômetros (5 milhas) após a colisão antes de fazer um pouso de emergência bem sucedido em um grande paddock 6 quilômetros (4 milhas) a sudoeste de Brocklesby, Nova Gales do Sul, Austrália.[1][2]

- Em 4 de julho de 2000, o Voo Malév 262, um Tupolev Tu-154, acidentalmente executou um pouso de barriga durante o pouso e derrapou na pista, mas conseguiu decolar e pousar normalmente após uma arremetida. Não foram relatados feridos.[3][4]

- Em 8 de maio de 2006, um bombardeiro estratégico B-1 Lancer da Força Aérea dos Estados Unidos pousou no atol de Diego Garcia, no Oceano Índico, sem baixar seu trem de pouso.[5] Seguiu-se um incêndio, mas foi extinguido com apenas ferimentos leves. Os pilotos teriam desligado o sistema de alerta que os teria alertado sobre o descuido e ignorado a luz de alerta vermelha no painel de instrumentos durante todo o pouso. A aeronave, depois de quase US$ 8 milhões em reparos, voltou ao serviço no ano seguinte.
- Em 1 de novembro de 2011, o Voo LOT Polish Airlines 16 [en], um Boeing 767-300, o capitão Tadeusz Wrona declarou uma emergência com perda de trem de pouso na rota do Aeroporto Internacional de Newark para o Aeroporto Frédéric Chopin de Varsóvia. A aeronave envolvida era o mais novo Boeing 767 da frota. Ele fez um pouso de barriga em Varsóvia com um pequeno incêndio, mas todos os passageiros e tripulantes foram evacuados sem ferimentos. O aeroporto foi fechado por mais de um dia depois.[6]

## Causas

### Erro do piloto

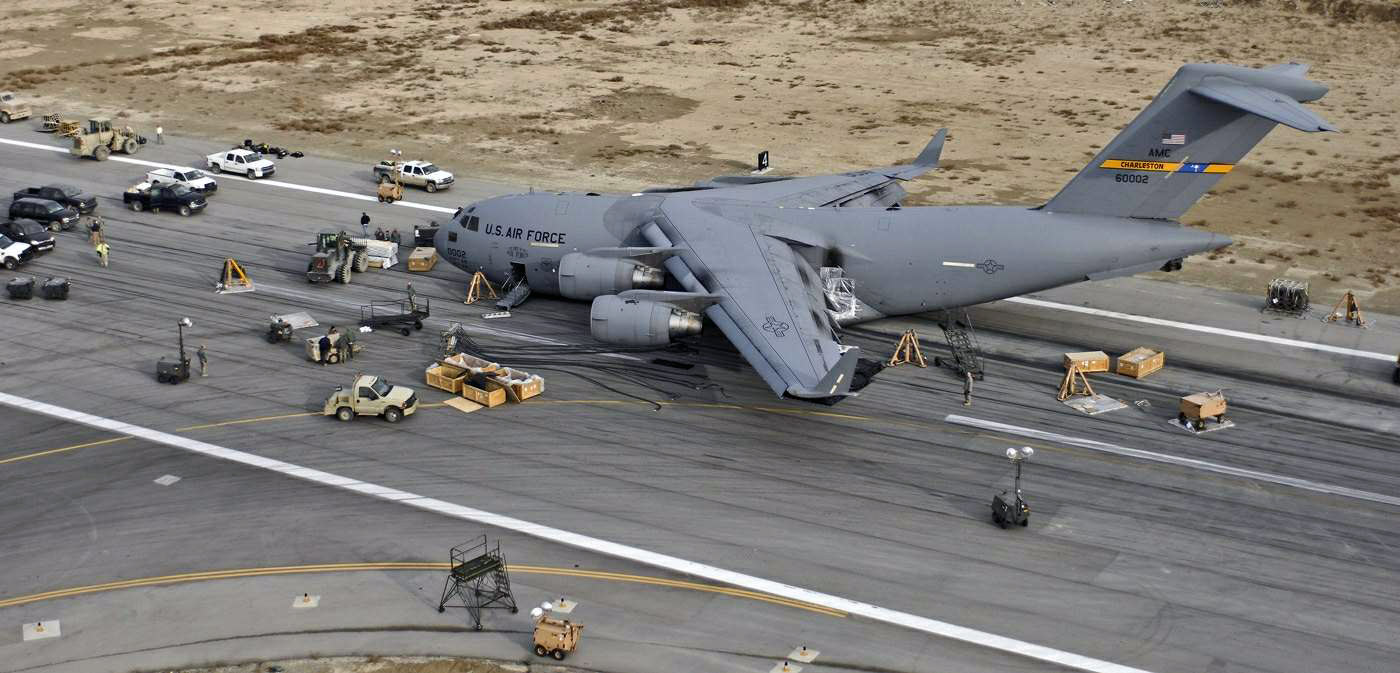
Um C-17 Globemaster após um pouso de barriga no Aeródromo de Bagram, Afeganistão em 2009. A causa do acidente foi posteriormente determinada como sendo um erro do piloto.

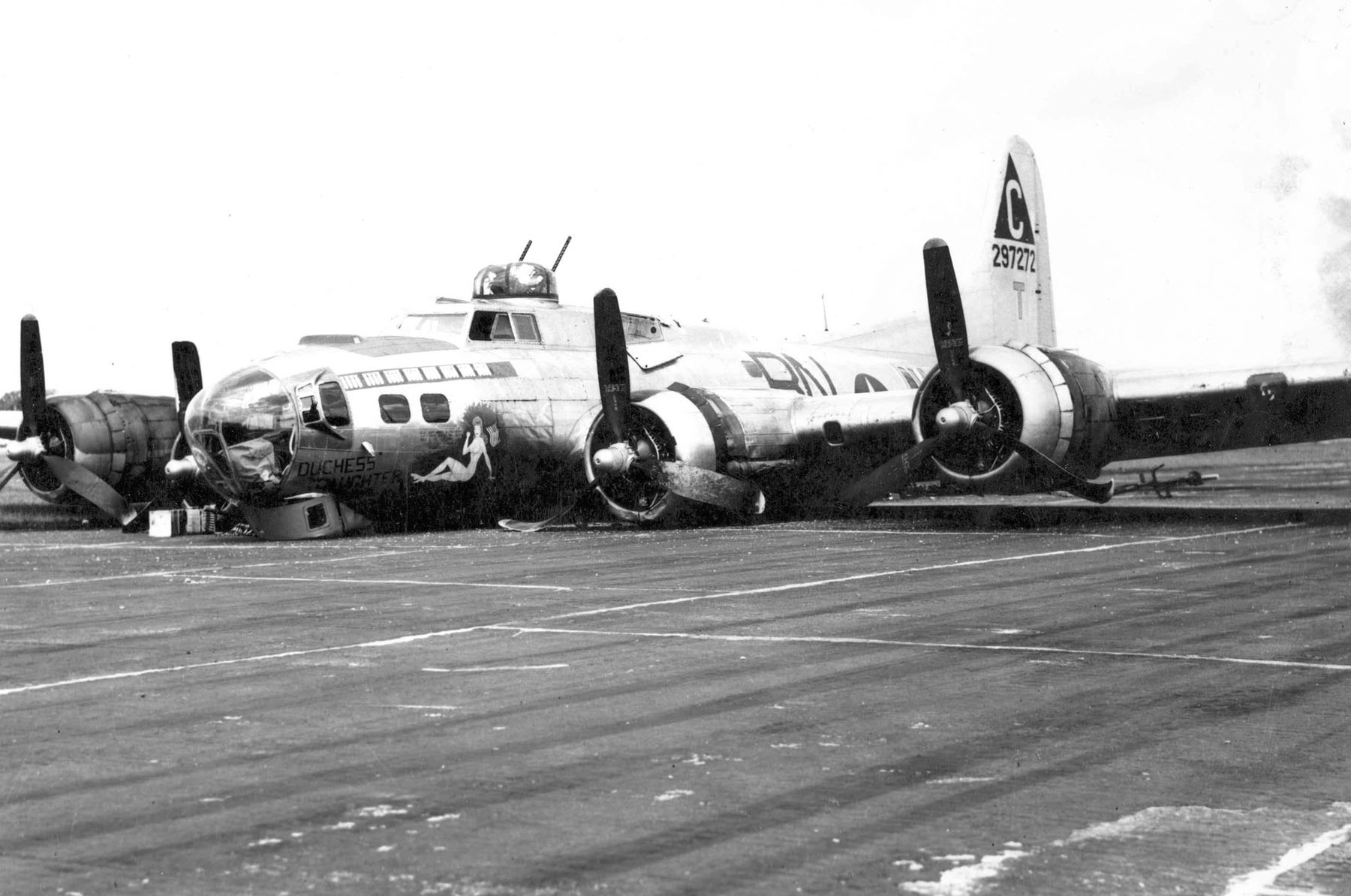
Um Boeing B-17, Filha da Duquesa, após uma aterrissagem de barriga, em julho de 1944. O B-17 havia pousado normalmente, quando o copiloto inadvertidamente acionou o interruptor do trem de pouso para retrair. O trem desmoronou perto do final do rolo de pouso.

A causa mais comum de aterrissagens com o equipamento para cima é o piloto simplesmente esquecer de estender o trem de pouso antes do pouso. Em qualquer aeronave de trem retrátil, abaixar o trem de pouso faz parte da lista de verificação de pouso do piloto, que também inclui itens como ajuste dos flaps, hélice e controles de mistura para pouso. Os pilotos que realizam ritualmente essas listas de verificação antes do pouso são menos propensos a pousar com o equipamento. No entanto, alguns pilotos negligenciam esses checklists e realizam as tarefas de memória, aumentando as chances de esquecer de baixar o trem de pouso. Mesmo pilotos cuidadosos correm risco, pois podem se distrair e esquecer de realizar a lista de verificação ou serem interrompidos no meio dela por outras tarefas, como evitar colisões ou outra emergência.
Todas as aeronaves com trem de pouso retrátil são obrigadas a ter uma maneira de indicar o status do trem de pouso, que normalmente é um conjunto de luzes que mudam de cor de vermelho para âmbar para verde, dependendo se o trem está para cima, em trânsito ou para baixo. No entanto, um piloto distraído pode esquecer de olhar para essas luzes. Isso levou os projetistas de aeronaves a construir sistemas de segurança extras na aeronave para reduzir a possibilidade de erro humano. Em aeronaves pequenas, isso geralmente assume a forma de uma luz de aviso e buzina que operam quando algum trem de pouso não está travado e qualquer um dos motores acelera; são retardados abaixo de uma configuração de potência de cruzeiro. No entanto, a buzina foi inútil em situações em que o piloto não estava familiarizado com a aeronave e não sabia o que a buzina deveria indicar. Os pilotos às vezes confundem a buzina de aviso do trem de pouso com a buzina de aviso de estol. Em outros casos, os pilotos não podem ouvir a buzina em aeronaves mais antigas devido ao uso de um fone de ouvido moderno com Controle ativo de ruído.
Em aeronaves maiores, o sistema de alerta geralmente exclui a configuração de potência do motor e, em vez disso, avisa o piloto quando os flaps estão ajustados para pouso, mas o trem de pouso não. Um sistema alternativo usa o sistema de alerta de proximidade do solo ou radioaltímetro para acionar um alerta quando o avião está próximo ao solo e descendo com o trem não abaixado. A maioria dos aviões incorpora um sistema de mensagem de voz que elimina a ambiguidade de uma buzina ou campainha e, em vez disso, dá ao piloto uma indicação verbal clara: "GEAR NOT DOWN". Além disso, aeronaves de grande porte são projetadas para serem operadas por dois pilotos trabalhando em equipe. Um pilota a aeronave e outro lida com comunicações e prevenção de colisões, enquanto o outro opera os sistemas da aeronave. Isso fornece uma espécie de redundância humana que reduz a carga de trabalho colocada em qualquer membro da tripulação e permite que um membro da tripulação possa verificar o trabalho do outro. A combinação de sistemas avançados de alerta e treinamento efetivo da tripulação tornou extremamente raros os acidentes de pouso em aeronaves de grande porte.